# UFC 280

UFC 280: Oliveira vs. Makhachev é um próximo evento de artes marciais mistas produzido pelo Ultimate Fighting Championship que acontecerá no dia 22 de outubro de 2022, na Etihad Arena em Abu Dhabi, Emirados Árabes Unidos.

## Background
A luta pelo cinturão dos leves do UFC pelo título vago entre o ex-campeão Charles Oliveira e Islam Makhachev deve ser a atração principal do evento. Oliveira foi destituído do título no UFC 274 quando não conseguiu fazer o peso para sua defesa de título contra o ex-campeão interino (também ex -Campeão Peso Leve do WSOF ) Justin Gaethje . Beneil Dariush, que está programado para enfrentar o ex-campeão peso-pena e peso- leve da KSW Mateusz Gamrot, revelou em meados de setembro que ele deveria servir como reserva para esta competição. Por sua vez, o atual Campeão Peso Pena do UFC, Alexander Volkanovski, anunciou em meados de outubro que ele é o substituto oficial caso algum dos headliners se retire. Dariush ainda afirma que ele tem a vaga de reserva, mas nenhum anúncio oficial foi feito pela promoção.

Uma luta pelo Cinturão Peso Galo do UFC entre o atual campeão Aljamain Sterling e o ex-campeão TJ Dillashaw foi originalmente planejado como o evento principal do UFC 279, mas a promoção optou por mudar os planos e transferi-lo para este evento.

A ex-desafiante ao Cinturão Peso Mosca Feminino do UFC Katlyn Chookagian e Manon Fiorot devem se enfrentar no peso mosca feminino neste evento. Eles estavam originalmente programados para se encontrarem no UFC Fight Night: Gane vs. Tuivasa um mês antes, com Chookagian saindo uma vez por razões não reveladas, apenas para retornar como substituta de seu próprio substituto. Na pesagem, Chookagian pesava 127,5 libras, um quilo e meio acima do limite de luta não-título do peso-mosca. A luta será no peso-casado e ela será multada em 20% da bolsa, que irá para Fiorot.

A luta no peso palha feminino entre Marina Rodriguez e Amanda Lemos era esperada para o evento. No entanto, a luta foi adiada para o UFC Fight Night 214 por razões desconhecidas.
Uma luta de pesos pesados entre Parker Porter e Hamdy Abdelwahab estava marcada para o evento. No entanto, Abdelwahab foi removido por razões desconhecidas e substituído pelo recém-chegado promocional Slim Trabelsi. Por sua vez, a dupla foi cancelada por completo, pois Trabelsi desistiu devido a problemas contratuais com o ARES FC e Porter optou por uma luta posterior, em vez de uma substituição, salvo circunstâncias imprevistas.
Jamie Mullarkey era esperado para enfrentar Magomed Mustafaev em uma luta leve. No entanto, Mullarkey desistiu em meados de setembro devido a uma lesão. Ele foi substituído por Yamato Nishikawa. Por sua vez, Nishikawa foi forçado a se retirar devido a questões contratuais e a luta foi cancelada.
A luta entre os pesos pesados Shamil Abdurakhimov e Jailton Almeida era esperada para este evento. Eles estavam originalmente programados para se encontrarem no UFC 279, mas Abdurakhimov desistiu devido a problemas de visto. Por sua vez, Almeida foi reservado contra Maxim Grishin no UFC Fight Night 214 no peso-casado de 220 libras, após Abdurakhimov se retirar novamente por motivos desconhecidos.
A luta nos penas entre Zubaira Tukhugov e Lucas Almeida era esperada para este evento. No entanto, a luta foi cancelada no dia anterior ao evento devido a problemas de gerenciamento de peso.

## Results
Nota 1 Pelo Cinturão peso leves do UFC.

Nota 2 Pelo Cinturão Peso galos do UFC.

Nota 3 Rosa perdeu um ponto no round 2 devido a uma joelhada ilegal.

## Bonus awards
Os lutadores seguintes receberam 50 mil doláres de bônus.
- Luta da Noite: Sean O'Malley vs. Petr Yan
- Performance da Noite: Islam Makhachev e Belal Muhammad